# Lago salgado de Lárnaca
O Lago Salgado de Lárnaca (em grego: Αλυκή Λάρνακας, em turco: Larnaka Tuz Gölü) é um complexo de quatro lagos salgados de diferentes tamanhos no oeste da cidade de Lárnaca, no Chipre. O lago mais lago é Aliki, seguido dos lagos Soros e Spiro. Juntos, formam o segundo lago mais largo no Chipre, depois do Lago Salgado de Limassol. A área da superfície total dos lagos chega a 2.2 km². Mesmo localizado fora da estrada que leva ao Aeroporto Internacional de Lárnaca, é um dos marcos mais distintivos da área. O lago foi considerado uma das zonas úmidas mais importantes do Chipre, sendo declarado, ainda, como um sítio protegido pela Convenção sobre as Zonas Húmidas de Importância Internacional, pela Rede Natura 2000, sob o tratado do Convenção de Barcelona. Sendo uma Área Importante para Preservação de Aves, está cercado por matas halófitas e, no seu centro, encontra-se o Sultão Tekke de Hala, um dos santuários mais sagrados do islã otomano.

## Biodiversidade

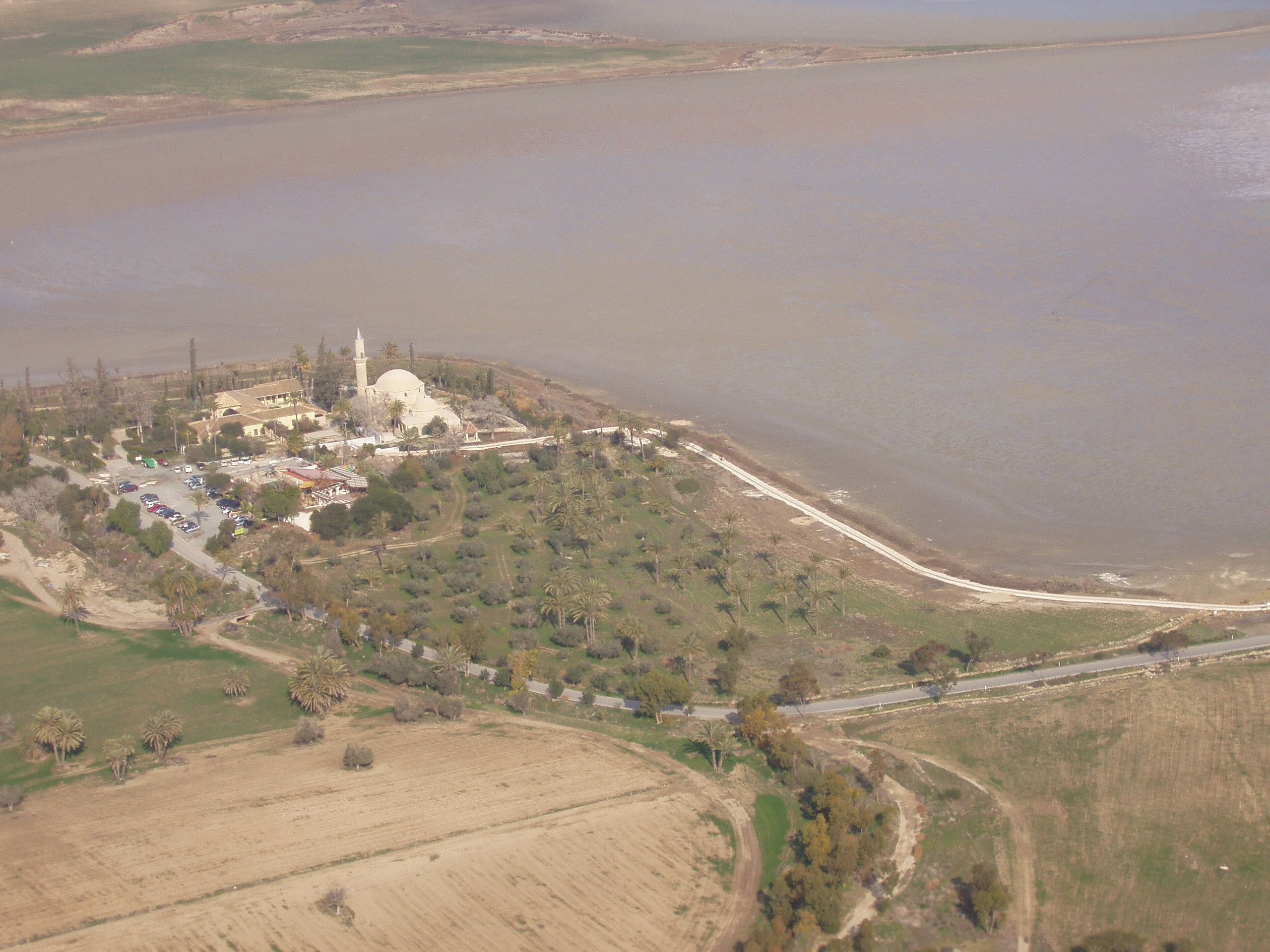
Fotografia aérea do lago durante o verão

Além da beleza pitoresca, o lago é composto por espécies de aves aquáticas com populações estimadas entre milhares de espécies. Entre as aves, encontra o flamingo-americano que, durante o inverno, alimentam-se de populações de camarão de salmoura da espécie Artemia salina. Outra espécies de aves importantes são o grou-comum, borrelho-de-coleira-interrompida, guincho-comum, pernilongo, alcaravão, Hoplopterus spinosus, Oenanthe cypriaca e toutinegra-do-chipre. Devido à exuberância animal, imigrantes e observadores reúnem-se no centro do lago para observarem a chama rosa dos flamingos.O complexo de lagos do Lago Salgado de Lárnaca foi declarado como área protegida por decisão do Conselho de Ministros de 1997 do Chipre. Evidências recentes sugerem que, contrariamente à crença prévia, o flamingo-americano vive e reproduz na área úmida.

## Geografia
Durante os meses de inverno, o lago se enche de água, enquanto evapora nos meses de verão. Como resultado do processo de evaporação, forma-se uma longa crosta de sal e uma névoa de pó cinzento. O sal colhido do lago costumava ser uma das principais exportações da região, sendo coletado e transportado com burros, levado até o limite do lago e empilhado em montes piramidais. Com o aumento dos custos trabalhistas, a colheita diminuiu para uma quantidade insignificante e, somente no ano de 1986, foi cessada.